# Brachionidium deflexum
Brachionidium deflexum är en orkidéart som beskrevs av L.Jost. Brachionidium deflexum ingår i släktet Brachionidium och familjen orkidéer. Inga underarter finns listade i Catalogue of Life.